# Classe Baptista de Andrade
A classe Baptista de Andrade é uma classe de corvetas de concepção portuguesa. A classe é um aperfeiçoamento da João Coutinho - projetada pelo engenheiro naval Rogério d'Oliveira - com armamento mais potente e sofisticado, estando ao serviço da Marinha Portuguesa. Foram construídos quatro navios deste tipo, entre 1973 e 1975.
Tal como as João Coutinho, as corvetas da classe Baptista de Andrade foram projetadas tendo em mente a capacidade de presença naval nos diversos territórios ultramarinos de Portugal. Essa presença era ainda mais necessária em virtude da Guerra do Ultramar, que estava a ocorrer em Angola, Guiné Portuguesa e Moçambique. As novas corvetas seriam uma versão moderna dos antigos avisos coloniais de 2ª classe da década de 1930 e das canhoneiras do século XIX. Em comparação com as corvetas João Coutinho, no entanto, as Baptista de Andrade tinham já alguma capacidade para lá da de simples "avisos" ou "canhoneiras", ao estarem equipadas com sensores e armamentos antisubmarino e melhores armamentos antisuperfície. Essa maior capacidade fazia com que os navios fossem, ocasionalmente, considerados como fragatas ligeiras.
No entanto, o fim da Guerra do Ultramar e a independência dos territórios ultramarinos portugueses que ocorreram, justamente, na altura em que as corvetas estavam a entrar ao serviço, fez com que a missão original das mesmas deixasse de ter sentido. Os navios foram então usados como escoltadores oceânicos no âmbito da NATO, missão para a qual tinham algumas limitações. Mais tarde os navios viram os seus armamentos e as suas guarnições reduzidas, passando a ser empregues como navios-patrulha oceânicos na zona económica exclusiva portuguesa. Com a função de patrulha oceânica, a Marinha Portuguesa ainda mantém um desses navios em serviço
Estava prevista a compra de navios da classe Baptista de Andrade pela África do Sul, mas essas aquisição foi suspensa após o 25 de abril de 1974. No final da década de 1970, os navios da classe estiveram para ser vendidos à Colômbia, mas a venda foi cancelada.

## Navios na classe
| Número de amura | Nome                    | Comissão    | Estado             |
| --------------- | ----------------------- | ----------- | ------------------ |
| F 486           | NRP Baptista de Andrade | 1974 - 2007 | Abatido ao serviço |
| F 487           | NRP João Roby           | 1975 -      | Em serviço         |
| F 488           | NRP Afonso Cerqueira    | 1975 -2014  | Abatido ao serviço |
| F 489           | NRP Oliveira e Carmo    | 1975 - 1999 | Abatido ao serviço |

## Cronologia
- A 2017-02-03 foi noticiado que as forças armadas das Filipinas manifestaram interesse na aquisição de corvetas da classe Baptista de Andrade e da classe João Coutinho.[1]